# Жиров Василь Валерійович
Василь Валерійович Жи́ров (* 4 квітня 1974, Балхаш, Казахська РСР) — казахстанський професійний боксер, чемпіон Олімпійських ігор 1996 року, чемпіон світу за версією IBF (1999—2003) у першій важкій вазі. Переміг 6 бійців, з них 5 нокаутом, за чемпіонський титул.

## Аматорська кар'єра
Займався боксом з 11 років. 1992 року став чемпіоном Європи серед молоді.
На чемпіонаті світу 1993 в категорії до 75 кг здобув дві перемоги, а у півфіналі програв Акину Кулоглу (Туреччина) і завоював бронзову медаль.
З 1994 року розпочав виступи у категорії до 81 кг. На Кубку світу 1994 програв у другому бою. На Азійських іграх 1994 завоював бронзову медаль.
На чемпіонаті світу 1995 здобув дві перемоги, а у півфіналі програв Антоніо Тарверу (США) і завоював бронзову медаль. Того ж року, здобувши три перемоги, став чемпіоном Азії.
На Олімпійських іграх 1996 став чемпіоном.
- В 1/16 фіналу переміг Хуліо Гонсалеса (Мексика) — RSC 2
- В 1/8 фіналу переміг П'єтро Ауріно (Італія) — 18-13
- У чвертьфіналі переміг Троя Росса (Канада) — 14-8
- У півфіналі переміг Антоніо Тарвера (США) — 15-9
- У фіналі переміг Лі Син Бе (Південна Корея) — 17-4

Крім звання Олімпійського чемпіона у Атланті Жиров отримав Кубок Вела Баркера як найтехнічніший боксер ігор.

## Професіональна кар'єра
Жиров дебютував як професіонал 18 січня 1997 року, і того року він виграв нокаутом одинадцять боїв. 1998 року виграв вісім боїв, з них шість достроково.
5 червня 1999 року переміг чемпіона світу IBF у першій важкій вазі Артура Вільямса нокаутом у сьомому раунді.
Впродовж 1999—2002 років провів десять переможних боїв, п'ять з яких були захистами звання чемпіона.
26 квітня 2003 року програв одностайним рішенням Джеймсу Тоні (США) і втратив титул.
В наступних десяти боях здобув сім перемог і зазнав двох поразок, звівши один поєдинок унічию.